# Ženski Nogometni Klub Mura
Lo Ženski Nogometni Klub Mura, meglio noto come ŽNK Mura, o semplicemente Mura, è una squadra di calcio femminile slovena con sede a Murska Sobota. Milita nella 1.ŽNL, il massimo livello del campionato sloveno. Con 10 campionati e 10 coppe nazionali vinti, è la squadra slovena con maggiori titoli.
Fondata nel 1999 come ŽNK Odranci, ha cambiato denominazione in ŽNK Pomurje nel 2003, mantenendola fino a fine 2022, quando è diventata la sezione femminile del NŠ Mura.

## Storia
Il club, fondato nel 1999, ha vinto quattro volte il titolo di campione sloveno e cinque volte la coppa nazionale, riuscendo anche a realizzare la doppietta nelle stagioni 2011-2012, 2012-2013, 2013-2014 e 2015-2016. Le vittorie nel campionato nazionale hanno permesso al club di rappresentare la Slovenia in Champions League.
A fine 2022 è stata ufficializzata la fusione tra il ŽNK Pomurje e il DNŠ Mura, l'accademia del NŠ Mura, che ha avuto effetto a partire dal 1º gennaio 2023 e ha dato origine allo Ženski Nogometni Klub Mura. Con la nuova denominazione ed identità sociale, la squadra ha vinto sia il campionato che la coppa di Slovenia al termine della stagione 2022-23.

## Palmarès
- Campionato sloveno: 10

2005-2006, 2011-2012, 2012-2013, 2013-2014, 2014-2015, 2015-2016, 2018-2019, 2020-2021, 2021-2022, 2022-2023
- Coppa di Slovenia femminile: 10

2004-2005, 2006-2007, 2011-2012, 2012-2013, 2013-2014, 2015-2016, 2016-2017, 2017-2018, 2018-2019, 2022-2023

## Statistiche

### Partecipazione alle coppe
| Competizione                  | Partecipazioni | Debutto   | Ultima stagione | Totale |
| ----------------------------- | -------------- | --------- | --------------- | ------ |
| UEFA Women's Cup              | 1              | 2006-2007 | 2006-2007       | 10     |
| UEFA Women's Champions League | 9              | 2012-2013 | 2023-2024       | 10     |

## Organico

### Rosa 2021-2022
Rosa, ruoli e numeri di maglia come da sito ufficiale, aggiornati al 30 gennaio 2021
| N. |                     | Ruolo | Calciatrice            |
| -- | ------------------- | ----- | ---------------------- |
| 2  | Croazia (bandiera)  | D     | Ivana Kirilenko        |
| 2  | Slovenia (bandiera) | C     | Mia Tuvić              |
| 3  | Slovenia (bandiera) | D     | Saša Kolar             |
| 5  | Slovenia (bandiera) | C     | Ines Sok               |
| 6  | Slovenia (bandiera) | C     | Kaja Korošec           |
| 7  | Slovenia (bandiera) | A     | Špela Kolbl (capitano) |
| 13 | Slovenia (bandiera) | D     | Špela Rozmarič         |
| 15 | Croazia (bandiera)  | D     | Janja Čanjevac         |
| 17 | Slovenia (bandiera) | A     | Živa Rakovec           |
| 20 | Slovenia (bandiera) | C     | Tija Šoštarič Karić    |

| N. |                     | Ruolo | Calciatrice       |
| -- | ------------------- | ----- | ----------------- |
| 21 | Slovenia (bandiera) | C     | Lucija Kos        |
| 22 | Slovenia (bandiera) | D     | Kaja Horvat       |
| 23 | Slovenia (bandiera) | P     | Ema Horvat        |
| 24 | Slovenia (bandiera) | C     | Sara Makovec      |
| 25 | Slovenia (bandiera) | A     | Noelle Vilčnik    |
| 30 | Serbia (bandiera)   | D     | Maja Dimitrijević |
| 66 | Slovenia (bandiera) | P     | Iva Kocijan       |
| 77 | Slovenia (bandiera) | A     | Anja Eferl        |
| 98 | Slovenia (bandiera) | D     | Tjaša Nemec       |

### Rosa 2020-2021
Rosa, ruoli e numeri di maglia come da sito UEFA, aggiornati al 30 gennaio 2021
| N. |                     | Ruolo | Calciatrice            |
| -- | ------------------- | ----- | ---------------------- |
| 1  | Slovenia (bandiera) | P     | Sara Nemet             |
| 2  | Slovenia (bandiera) | D     | Lana Golob             |
| 3  | Slovenia (bandiera) | D     | Saša Kolar             |
| 4  | Slovenia (bandiera) | D     | Leonida Žibrek         |
| 5  | Slovenia (bandiera) | D     | Ines Sok               |
| 6  | Slovenia (bandiera) | C     | Kaja Korošec           |
| 7  | Slovenia (bandiera) | A     | Špela Kolbl (capitano) |
| 8  | Slovenia (bandiera) | A     | Kim Juršnik            |
| 9  | Slovenia (bandiera) | D     | Tjaša Nemec            |
| 10 | Slovenia (bandiera) | C     | Luana Zajmi            |
| 11 | Austria (bandiera)  | C     | Julia Lackner          |
| 12 | Slovenia (bandiera) | P     | Pija Frešer            |
| 13 | Slovenia (bandiera) | D     | Špela Rozmarič         |

| N. |                     | Ruolo | Calciatrice   |
| -- | ------------------- | ----- | ------------- |
| 14 | Slovenia (bandiera) | D     | Melani Jelen  |
| 16 | Slovenia (bandiera) | D     | Nika Nemec    |
| 18 | Slovenia (bandiera) | A     | Tjaša Tibaut  |
| 19 | Slovenia (bandiera) | A     | Neli Hofman   |
| 20 | Slovenia (bandiera) | C     | Tina Zadravec |
| 21 | Slovenia (bandiera) | C     | Lucija Kos    |
| 22 | Slovenia (bandiera) | C     | Kaja Horvat   |
| 23 | Slovenia (bandiera) | D     | Ema Horvat    |
| 24 | Slovenia (bandiera) | C     | Sara Makovec  |
| 33 | Slovenia (bandiera) | C     | Urška Tkalec  |
| 66 | Slovenia (bandiera) | P     | Iva Kocijan   |
| 77 | Slovenia (bandiera) | C     | Anja Eferl    |
| 99 | Slovenia (bandiera) | A     | Nina Kajzba   |

### Rosa 2016-2017
Rosa, ruoli e numeri di maglia come da sito ufficiale.
| N. |                     | Ruolo | Calciatrice                |
| -- | ------------------- | ----- | -------------------------- |
| 1  | Slovenia (bandiera) | P     | Sara Nemet                 |
| 2  | Slovenia (bandiera) | D     | Nika Nemec                 |
| 3  | Serbia (bandiera)   | D     | Tijana Krstić              |
| 4  | Slovenia (bandiera) | D     | Evelina Kos                |
| 5  | Slovenia (bandiera) | A     | Andreja Nikl               |
| 6  | Croazia (bandiera)  | D     | Helenna Hercigonja-Moulton |
| 7  | Slovenia (bandiera) | A     | Špela Kolbl                |
| 8  | Slovenia (bandiera) | D     | Nina Marič                 |
| 9  | Croazia (bandiera)  | A     | Monika Conjar              |
| 10 | Slovenia (bandiera) | C     | Manja Rogan                |
| 11 | Slovenia (bandiera) | A     | Sara Makovec               |

| N. |                               | Ruolo | Calciatrice      |
| -- | ----------------------------- | ----- | ---------------- |
| 12 | Slovenia (bandiera)           | P     | Špela Fras       |
| 13 | Slovenia (bandiera)           | D     | Špela Rozmarič   |
| 15 | Slovenia (bandiera)           | D     | Maja Vukan       |
| 16 | Slovenia (bandiera)           | D     | Tjaša Nemec      |
| 17 | Slovenia (bandiera)           | D     | Anja Prša        |
| 18 | Slovenia (bandiera)           | C     | Tjaša Tibaut     |
| 19 | Slovenia (bandiera)           | D     | Karmen Godina    |
| 20 | Slovenia (bandiera)           | A     | Tinkara Frangež  |
| 21 | Slovenia (bandiera)           | D     | Lucija Kos       |
| 22 | Macedonia del Nord (bandiera) | P     | Viktorija Doneva |
| 23 | Slovenia (bandiera)           | D     | Vita Šiftar      |